# أوتفريد برويسلر
أوتفريد برويْسلر Otfried Preußler (ولد في 20 أكتوبر 1923 في رايشنبرج في تشيكوسلوفاكيا) هو أديب وكاتب قصصي للأطفال.
من أشهر قصصه «الرجل المائي الصغير» و«قاطع الطريق هوتسنبلوتس» و«كرابات» و«الشبح الصغير» و«الساحرة الصغيرة». وبلغت عدد النسخ المباعة في ألمانيا وخارجها بلغات أخرى كتبه حوالي 50 مليون نسخة.
نشأ في منطقة بوهيميا ومنها استقى الكثير من موضوعات قصصه. وقد تأثر برويسلر بوالده الذي كان يهوى جمع الأساطير، فقد جمع الأساطير في منطقة جبال إيزر في منطقة بوهيميا. تم تجنيده في الحرب العالمية الثانية عام 1942، وخدم في الجبهة الشرقية ووقع أسيرا في أيدي السوفييت عام 1944، وهو في عمر الواحدة والعشرين. وأطلق سراحه عام 1949 ورحل إلى روزنهايم في بافاريا، حيث استقرت عائلته التي طردت بعد الحرب من بوهيميا. وفي عام 1953 عمل معلما في مدارس شعبية، ثم مديرا لمدرسة في روزنهايم. وهناك وبفضل الأطفال نشأت ونمت موهبته الأدبية في الكتابة في قصص الأطفال. فبدأ في نشرها.
وبجانب القصص كتب أيضا مسرحيات إذاعية في الإذاعة. وكتب قصة «الرجل المائي الصغير» عام 1956. وبلغت النسخ المباعة من كتبه في ألمانيا 15.2 مليون نسخة، وترجمت أعماله إلى 55 لغة.
وينوي برويسلر الكتابة عن تجاربه خلال أسره في المعتقلات السوفييتية، لكنه قرر ألا تنشر إلا بعد موته.
من أقواله:
- ليس هناك كتاب له نهاية.

1. حاز على عدة جوائز منها: جائزة كتاب الطفل الألماني عام 1957. ووسام الاستحقاق البافاري عام 1979، وجائزة أيشندورف الأدبية عام 1990.

تحولت الكثير من قصصه إلى أفلام سينمائية منها: الشبح الصغير Das kleine Gespenst.
موقعه على الإنترنت: http://www.preussler.de/

## روابط خارجية
- أوتفريد برويسلر على موقع IMDb (الإنجليزية)
- أوتفريد برويسلر على موقع مونزينجر (الألمانية)
- أوتفريد برويسلر على موقع ألو سيني (الفرنسية)
- أوتفريد برويسلر على موقع ميوزك برينز (الإنجليزية)
- أوتفريد برويسلر على موقع أول موفي (الإنجليزية)
- أوتفريد برويسلر على موقع قاعدة بيانات الأفلام السويدية (السويدية)
- أوتفريد برويسلر على موقع ديسكوغز (الإنجليزية)
- أوتفريد برويسلر على موقع قاعدة بيانات الفيلم (الإنجليزية)
- أوتفريد برويسلر على موقع كينوبويسك (الروسية)